# Misericordia (Dolch)
Der Misericordia (Merci de Dieu, Gnadegott, Gnadengeber) ist ein mittelalterlicher Dolch aus Europa.

## Beschreibung
Der Misericordia hat eine schmale, spitze drei- oder vierkantige Klinge. Die Klinge wird vom Heft zum Ort schmaler. Das Heft ist verschieden gearbeitet, hat meist ein scheibenförmiges Parier und einen ebensolchen Knauf. Der Misericordia wurde benutzt, um zwischen Rüstungsfugen zu stechen. Deshalb hatte er keine Schneiden, sondern war eine reine Stichwaffe. Der Name entstand, da die Ritter einem geschlagenen Gegner damit den Todesstoß bzw. einem tödlich Verwundeten den Gnadenstoß versetzten (daher der Name). Im Heiligen Römischen Reich wurde die Bezeichnung Panzerstecher verwendet oder er wurde Gnadgott genannt. Von der Typisierung fällt er unter die Dolche und Panzerstecher.